# متیو پینسنت
متیو پینسنت (به انگلیسی: Matthew Pinsent) ورزشکار مرد رشتهٔ روئینگ اهل کشور بریتانیای کبیر است. وی در بین سال‌های ‎۱۹۹۲ تا ۲۰۰۴ میلادی در مسابقات بازی‌های المپیک تابستانی در مجموع ۴ مدال طلا را کسب کرد.